# Ononis afghanica
Ononis afghanica är en ärtväxtart som beskrevs av Sirj. och Karl Heinz Rechinger. Ononis afghanica ingår i släktet puktörnen, och familjen ärtväxter. Inga underarter finns listade i Catalogue of Life.